# نیپون کارگو ایرلاینز
نیپون کارگو ایرلاینز (به انگلیسی: Nippon Cargo Airlines) یک شرکت هواپیمایی با کد یاتا KZ است که در تاریخ ۲۱ سپتامبر ۱۹۷۸ میلادی تأسیس شده‌است.
دفتر مرکزی نیپون کارگو ایرلاینز در فرودگاه بین‌المللی ناریتا واقع شده‌است و به ۲۰ مقصد، پرواز مستقیم انجام می‌دهد.

## مقصدهای پروازی

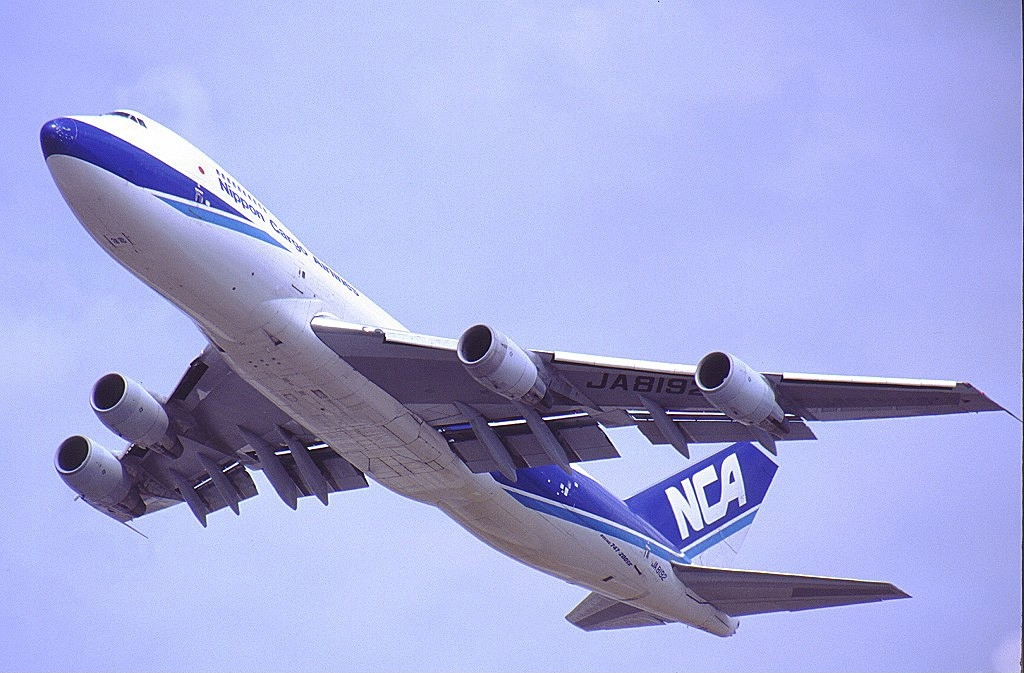
یک فروند بوئینگ ۷۴۷ نیپون کارگو ایرلاینز در حال ترک فرودگاه بین‌المللی فرانکفورت، آلمان در سال ۲۰۰۱.

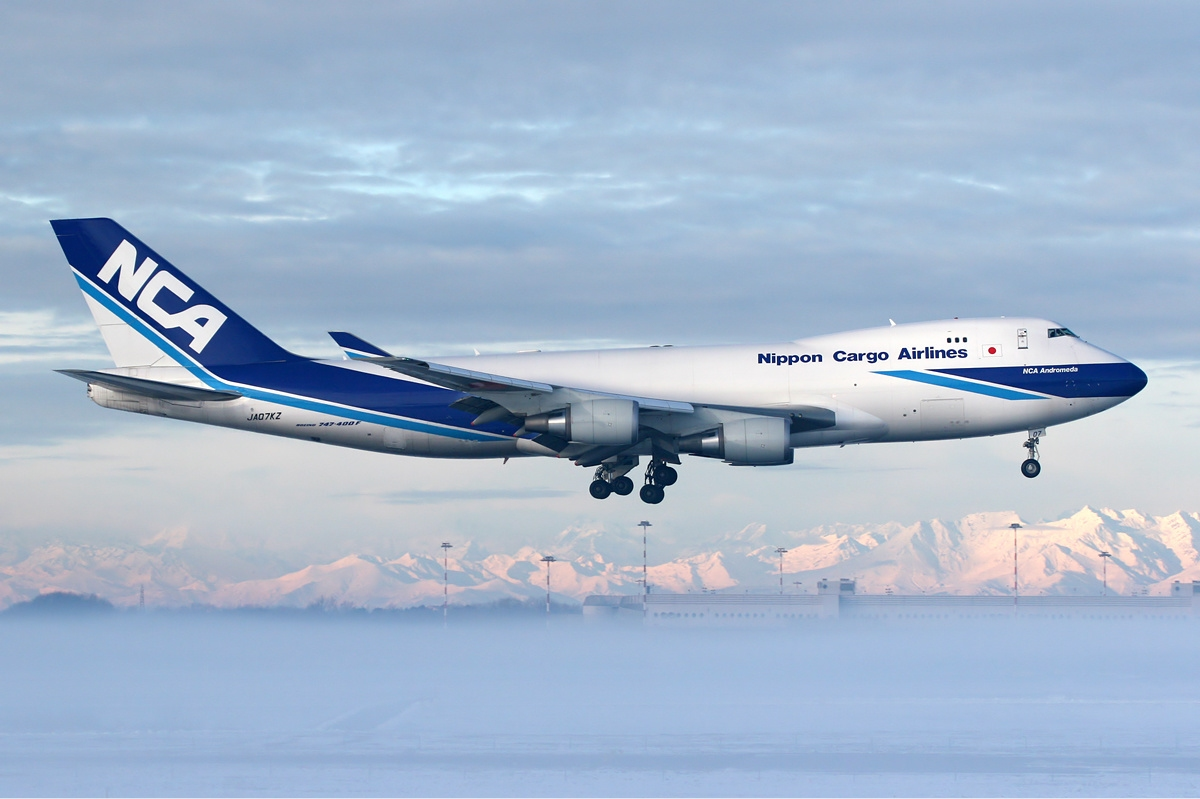
یک فروند بوئینگ ۷۴۷ در حال نشستن در فرودگاه میلانو مالپنسا (۲۰۰۸)

|  | قطب |